# 1996-os sakkolimpia
A 32. nyílt és 17. női sakkolimpiát 1996. szeptember 15. és október 2. között rendezték meg Örményországban, Jerevánban. A versenyen nyílt és női kategóriában indulhattak a nevező országok csapatai. A verseny helyszíne a Karen Demircsján Sport- és Koncertkomplexum volt.
A címvédő a nyílt kategóriában Oroszország, míg a nőknél Grúzia válogatottja volt. A versenyt – immár sorban harmadszor – a címvédő orosz, illetve grúz csapat nyerte. Magyarország válogatottja a nyílt versenyben az átlag Élő-pontszám alapján az orosz és az angol csapat mögött a 3. helyre volt rangsorolva, de nagy csalódást okozva a sakkolimpiák történetének addigi leggyengébb helyezését, a 18. helyet érték el. A női csapat az előzetes erősorrendnek megfelelő ötödik helyen végzett.

## A verseny résztvevői
A nyílt versenyre 114 csapat 665 versenyzője nevezett, köztük 171 nemzetközi nagymester és 162 nemzetközi mester. A női versenyen 74 csapatban 294 fő vett részt, köztük 2 nemzetközi nagymester és 7 nemzetközi mester, valamint 33 női nemzetközi nagymester és 68 női nemzetközi mester.

## A verseny menete
A nyílt és a női verseny egymástól külön, 14 fordulós svájci rendszerben került megrendezésre. A nyílt versenyben a csapatok 6 főt nevezhettek, akik közül egy-egy fordulóban 4-en játszottak, a női versenyben 4 fő nevezésére volt lehetőség, akik közül egyidőben hárman játszhattak. A csapatot alkotó versenyzők között előzetesen fel kellett állítani az erősorrendet, és azt meg kellett adni a versenybíróknak. A leadott erősorrendnek nem kell megegyeznie a versenyzők Élő-értékszámának sorrendjével. Az egyes fordulókban ennek az erősorrendnek a figyelembe vételével alkotnak párokat az egymással játszó csapatok.
Az egyes játszmákban a játékosoknak fejenként 2 óra állt rendelkezésre 40 lépés megtételére, majd 20 lépésenként további 1-1 óra.
A csapatok pontszámát az egyes játékosok által elért eredmények összege adja. Egy játszmában a győzelemért 1 pont, a döntetlenért fél pont jár. A végeredmény, a csapatpontszám az így szerzett pontok alapján kerül meghatározásra.
Az olimpiai kiírás szerint holtverseny esetén elsődlegesen a Buchholz-számítás dönt. Ha ez is egyenlő, akkor a csapatpontszámokat veszik figyelembe oly módon, hogy egy csapatgyőzelem 2 pontot, a döntetlen 1 pontot ér.

## A nyílt verseny
Az orosz válogatott első tábláján az úgynevezett „klasszikus” világbajnoki címet viselő Garri Kaszparov játszott, mögötte a második táblán a későbbi világbajnok Vlagyimir Kramnyik. A FIDE-világbajnoki címet viselő Anatolij Karpov a nemzeti szövetséggel való vita miatt nem vett részt az eseményen.
A magyar válogatott az átlagos Élő-pontszám alapján a 3. legerősebb volt a mezőnyben, ehhez képest nagy csalódást okozva a sakkolimpiák történetének addigi leggyengébb eredményével a 18. helyen végzett.

### A verseny végeredménye
| H. | Ország                    | Pont | Buchholz | CsP | +  | = | - |
| -- | ------------------------- | ---- | -------- | --- | -- | - | - |
| 1  | Oroszország               | 38½  | 451,5    | 26  | 12 | 2 | 0 |
| 2  | Ukrajna                   | 35   | 442,0    | 24  | 10 | 4 | 0 |
| 3  | Amerikai Egyesült Államok | 34   | 448,0    | 19  | 8  | 3 | 3 |
| 4  | Anglia                    | 34   | 447,5    | 23  | 10 | 3 | 1 |
| 5  | Örményország              | 33½  | 452,0    | 19  | 7  | 5 | 2 |
| 6  | Spanyolország             | 33½  | 451,5    | 21  | 9  | 3 | 2 |
| 7  | Bosznia-Hercegovina       | 33½  | 439,5    | 18  | 6  | 6 | 2 |
| 8  | Grúzia                    | 33   | 446,0    | 18  | 7  | 4 | 3 |
| 9  | Bulgária                  | 33   | 443,0    | 20  | 9  | 2 | 3 |
| 10 | Németország               | 33   | 440,0    | 19  | 9  | 1 | 4 |
|    | …                         |      |          |     |    |   |   |
| 18 | Magyarország              | 32   | 440,5    | 18  | 7  | 4 | 3 |

### Egyéni érmesek
Egyénileg táblánként a három legjobb százalékot elért versenyző kapott érmet, rajtuk kívül egyéni érmet kapott a teljes mezőnyt figyelembe véve a három legjobb teljesítményértéket elért játékos.

#### Teljesítményérték alapján
|           | Versenyző             | Ország                    | Élő-p. | Telj.érték |
| --------- | --------------------- | ------------------------- | ------ | ---------- |
| Aranyérem | Garri Kaszparov       | Oroszország               | 2785   | 2873       |
| Ezüstérem | Vaszil Ivancsuk       | Ukrajna                   | 2730   | 2809       |
| Bronzérem | Alexander Yermolinsky | Amerikai Egyesült Államok | 2610   | 2760       |

#### Első tábla
|           | Versenyző           | Ország      | Pont | Játszma | Százalék |
| --------- | ------------------- | ----------- | ---- | ------- | -------- |
| Aranyérem | Mohamad Al-Modiahki | Katar       | 8    | 10      | 80       |
| Ezüstérem | Garri Kaszparov     | Oroszország | 7    | 9       | 77,8     |
| Bronzérem | Vaszil Ivancsuk     | Ukrajna     | 8½   | 11      | 77,3     |

#### Második tábla
|           | Versenyző             | Ország                    | Pont | Játszma | Százalék |
| --------- | --------------------- | ------------------------- | ---- | ------- | -------- |
| Aranyérem | Richard Robinson      | Bermuda                   | 8    | 10      | 80       |
| Ezüstérem | Alexander Yermolinsky | Amerikai Egyesült Államok | 8    | 11      | 72,7     |
| Bronzérem | Girogi Giorgadze      | Grúzia                    | 8½   | 12      | 70,8     |

#### Harmadik tábla
|           | Versenyző          | Ország       | Pont | Játszma | Százalék |
| --------- | ------------------ | ------------ | ---- | ------- | -------- |
| Aranyérem | Saidali Iuldachev  | Üzbegisztán  | 11   | 14      | 78,6     |
| Ezüstérem | Suchart Chaivichit | Thaiföld     | 7    | 9       | 77,8     |
| Bronzérem | Vladimir Magai     | Kirgizisztán | 10½  | 14      | 75       |

#### Negyedik tábla
|           | Versenyző                    | Ország      | Pont | Játszma | Százalék |
| --------- | ---------------------------- | ----------- | ---- | ------- | -------- |
| Aranyérem | Matthew Sadler               | Anglia      | 10½  | 13      | 80,8     |
| Ezüstérem | Veraphol Sunthornpongsathorn | Thaiföld    | 7    | 9       | 77,8     |
| Bronzérem | Peter Szvidler               | Oroszország | 8½   | 11      | 77,3     |

#### Ötödik játékos (első tartalék)
|           | Versenyző         | Ország           | Pont | Játszma | Százalék |
| --------- | ----------------- | ---------------- | ---- | ------- | -------- |
| Aranyérem | Karen Asrian      | Örményország „B” | 10   | 12      | 83,3     |
| Ezüstérem | Jevgenyij Barejev | Oroszország      | 7½   | 10      | 75       |
| Bronzérem | Trajce Nedev      | Észak-Macedónia  | 8    | 11      | 72,7     |

#### Hatodik játékos (második tartalék)
|           | Versenyző        | Ország    | Pont | Játszma | Százalék |
| --------- | ---------------- | --------- | ---- | ------- | -------- |
| Aranyérem | Geoffrey Makumbi | Uganda    | 7½   | 8       | 93,8     |
| Ezüstérem | Pavol Pčola      | Szlovákia | 7    | 8       | 87,5     |
| Bronzérem | Amir Mallahi     | Irán      | 6½   | 8       | 81,3     |

### A legszebb játszmák díjai
- 1. díj: Sturua (GEO, 2560)–Kutirov (MKD, 2525) 1–0
- 2. díj: Marin (ROM, 2530)–Alexandrov (BLR, 2550) 1–0
- 3. díj: Minasian (ARM2, 2425)–Tu Hoang Thai (VIE) 0–1

### A magyar eredmények
| Forduló                            | Ellenfél                           | Polgár Judit 2665    | Polgár Judit 2665 | Portisch Lajos 2600   | Portisch Lajos 2600 | Almási Zoltán 2655 | Almási Zoltán 2655 | Lékó Péter 2630     | Lékó Péter 2630 | Csernyin Alexander 2620 | Csernyin Alexander 2620 | Pintér József 2560   | Pintér József 2560 | Pont |
| ---------------------------------- | ---------------------------------- | -------------------- | ----------------- | --------------------- | ------------------- | ------------------ | ------------------ | ------------------- | --------------- | ----------------------- | ----------------------- | -------------------- | ------------------ | ---- |
| 1                                  | Ausztria                           | Stanec 2505          | 1                 |                       |                     | Danner 2375        | ½                  | Lendwai 2370        | 1               | Schlosser 2380          | 1                       |                      |                    | 3½   |
| 2                                  | Moldova                            | Bologan 2600         | 1                 |                       |                     | Rogozenko 2525     | 1                  | Iordăchescu 2460    | 1               |                         |                         | Itkis 2470           | 1                  | 4    |
| 3                                  | Kína                               | Ye Jiangchuan 2540   | 0                 | Wang Zili 2535        | 0                   | Peng Xiaomin 2490  | ½                  | Zhang Zhong 2425    | ½               |                         |                         |                      |                    | 1    |
| 4                                  | Portugália                         | Antunes 2540         | 0                 |                       |                     | Galego 2435        | 1                  | Dâmaso 2485         | 1               |                         |                         | Fernandes 2410       | ½                  | 2½   |
| 5                                  | Csehország                         | Babula 2545          | ½                 | Hába 2485             | 1                   | Blatný 2490        | 0                  |                     |                 | Votava 2545             | 1                       |                      |                    | 2½   |
| 6                                  | Franciaország                      | Lautier 2620         | ½                 | Renet 2505            | 1                   |                    |                    | Bacrot 2470         | ½               | Relange 2450            | ½                       |                      |                    | 2½   |
| 7                                  | Horvátország                       | Lalić 2565           | 0                 | Kožul 2605            | 1                   |                    |                    | Cvitan 2535         | ½               | Dizdar 2535             | ½                       |                      |                    | 2    |
| 8                                  | Észtország                         |                      |                   | Ehlvest 2660          | ½                   | Oll 2620           | 0                  |                     |                 | Rõtšagov 2495           | 1                       | Sepp 2420            | 1                  | 2½   |
| 9                                  | Hollandia                          | Jan Timman 2590      | ½                 |                       |                     |                    |                    | Van Wely 2605       | ½               | Van der Wiel 2535       | ½                       | Van der Sterren 2510 | ½                  | 2    |
| 10                                 | Amerikai Egyesült Államok          | Gulko 2615           | 1                 | Yermolinsky 2610      | ½                   | Kaidanov 2580      | ½                  | Christiansen 2555   | ½               |                         |                         |                      |                    | 2½   |
| 11                                 | Üzbegisztán                        | Zagrebelny 2480      | ½                 | Iuldachev 2515        | 0                   | Safin 2510         | ½                  | Vakhidov 2420       | ½               |                         |                         |                      |                    | 1½   |
| 12                                 | Grúzia                             | Azmaiparashvili 2670 | ½                 |                       |                     | Giorgadze 2580     | 1                  | Sturua 2560         | 0               |                         |                         | Zaichik 2550         | ½                  | 2    |
| 13                                 | Spanyolország                      | Aleksejs Širovs 2685 | ½                 | Illescas Córdoba 2640 | 1                   | Magem Badals 2570  | 0                  | Izeta Txabarri 2525 | ½               |                         |                         |                      |                    | 2    |
| 14                                 | Anglia                             | Short 2695           | 0                 | Michael Adams 2685    | ½                   | Speelman 2625      | ½                  | Hodgson 2550        | ½               |                         |                         |                      |                    | 1½   |
| Szerzett pontszám (Játszmák száma) | Szerzett pontszám (Játszmák száma) | 6 (13)               | 6 (13)            | 5½ (9)                | 5½ (9)              | 5½ (11)            | 5½ (11)            | 7 (12)              | 7 (12)          | 4½ (6)                  | 4½ (6)                  | 3½ (5)               | 3½ (5)             |      |
| Teljesítményérték                  | Teljesítményérték                  | 2559                 | 2559              | 2662                  | 2662                | 2527               | 2527               | 2548                | 2548            | 2683                    | 2683                    | 2621                 | 2621               |      |

## Női verseny
A női versenyben az átlagos Élő-pontszámot tekintve Grúzia kimagaslott a mezőnyből, az első táblán az exvilágbajnok Maia Csiburdanidzével, de nagyon erős csapattal szerepelt Oroszország és az előzetesen csak harmadiknak rangsorolt Kína, amelynek első tábláján az a Hszie Csün játszott, akitől nem sokkal a verseny előtt vette el a világbajnoki címet Polgár Zsuzsa, második táblásuk Csu Csen későbbi világbajnok volt. A két volt olimpiai bajnokot, Polgár Zsófiát és Mádl Ildikót felvonultató Magyarország válogatottja két újonccal, Medvegy Nórával és Lakos Nikolettával egészült ki.
A verseny első három helyén a három elsőként kiemelt csapat végzett. Grúzia megvédte olimpiai bajnoki címét, a második és a harmadik helyen holtversenyben végzett kínai és orosz válogatott között csak a Buchholz-számítás döntött az előbbi javára. A magyar csapat az 5. legerősebbként lett rangsorolva, amely helyüket biztosan tartották.

### A női verseny végeredménye
Az első 10 helyezett:
| #  | Ország        | Pont | Buchholz | CsP | +  | = | - |
| -- | ------------- | ---- | -------- | --- | -- | - | - |
| 1  | Grúzia        | 30   | 349,5    | 24  | 10 | 4 | 0 |
| 2  | Kína          | 28½  | 347,0    | 21  | 10 | 1 | 3 |
| 3  | Oroszország   | 28½  | 345,5    | 19  | 8  | 3 | 3 |
| 4  | Ukrajna       | 26½  | 348,5    | 18  | 6  | 6 | 2 |
| 5  | Magyarország  | 26   | 349,0    | 19  | 8  | 3 | 3 |
| 6  | Románia       | 25½  | 348,0    | 19  | 8  | 3 | 3 |
| 7  | Izrael        | 25   | 343,0    | 17  | 7  | 3 | 4 |
| 8  | Kazahsztán    | 24½  | 340,5    | 19  | 9  | 1 | 4 |
| 9  | Lengyelország | 24½  | 339,5    | 18  | 8  | 2 | 4 |
| 10 | Anglia        | 24   | 346,0    | 17  | 7  | 3 | 4 |

### Egyéni érmesek
A mezőny egészét figyelembe elért teljesítményérték, valamint a táblánkénti százalékos eredmény alapján állapították meg az egyéni érmesek sorrendjét. Az azonos százalékot elért versenyzők között a teljesítményérték döntött. A magyar versenyzők közül az 1. táblán Polgár Zsófia egyéni bronzérmet szerzett.

#### Teljesítményérték alapján
|           | Versenyző               | Ország | Élő-p. | Telj.érték |
| --------- | ----------------------- | ------ | ------ | ---------- |
| Aranyérem | Csu Csen                | Kína   | 2420   | 2561       |
| Ezüstérem | Nana Ioszeliani         | Grúzia | 2500   | 2539       |
| Bronzérem | Ketevan Arakhamia-Grant | Grúzia | 2455   | 2530       |

#### Első tábla
|           | Versenyző             | Ország        | Pont | Játszma | Százalék |
| --------- | --------------------- | ------------- | ---- | ------- | -------- |
| Aranyérem | Mekhri Ovezova        | Türkmenisztán | 10½  | 14      | 75       |
| Ezüstérem | Martha Fierro Baquero | Ecuador       | 9½   | 13      | 73,1     |
| Bronzérem | Polgár Zsófia         | Magyarország  | 10   | 14      | 71,4     |

#### Második tábla
|           | Versenyző            | Ország           | Pont | Játszma | Százalék |
| --------- | -------------------- | ---------------- | ---- | ------- | -------- |
| Aranyérem | Csu Csen             | Kína             | 10   | 13      | 76,9     |
| Ezüstérem | Nana Ioszeliani      | Grúzia           | 10   | 13      | 76,9     |
| Bronzérem | Maria-Alejandra Diaz | Holland Antillák | 10½  | 14      | 75       |

#### Harmadik tábla
|           | Versenyző               | Ország      | Pont | Játszma | Százalék |
| --------- | ----------------------- | ----------- | ---- | ------- | -------- |
| Aranyérem | Ketevan Arakhamia-Grant | Grúzia      | 8    | 10      | 80       |
| Ezüstérem | Nadezhda Reprun         | Üzbegisztán | 9    | 12      | 75       |
| Bronzérem | Elena Sedina            | Ukrajna     | 9½   | 13      | 73,1     |

#### Negyedik játékos (tartalék)
|           | Versenyző       | Ország         | Pont | Játszma | Százalék |
| --------- | --------------- | -------------- | ---- | ------- | -------- |
| Aranyérem | Marta Zielińska | Lengyelország  | 6    | 7       | 85,7     |
| Ezüstérem | Ella Pitam      | Izrael         | 9½   | 12      | 79,2     |
| Bronzérem | Rachel Pascua   | Fülöp-szigetek | 6½   | 9       | 72,2     |

### A magyar eredmények
| Forduló                            | Ellenfél                           | Polgár Zsófia 2480       | Polgár Zsófia 2480 | Mádl Ildikó 2385     | Mádl Ildikó 2385 | Medvegy Nóra 2295 | Medvegy Nóra 2295 | Lakos Nikoletta 2280    | Lakos Nikoletta 2280 | Pont |
| ---------------------------------- | ---------------------------------- | ------------------------ | ------------------ | -------------------- | ---------------- | ----------------- | ----------------- | ----------------------- | -------------------- | ---- |
| 1                                  | Svédország                         | Eriksson-Wallace 2095    | 1                  | Jiretom 2085         | 1                | Berg 2100         | 1                 |                         |                      | 3    |
| 2                                  | Örményország                       | Danielian 2330           | ½                  | Hlgatian 2175        | ½                | Mkrtchian 2195    | ½                 |                         |                      | 1½   |
| 3                                  | Üzbegisztán                        | Kim 2250                 | 1                  | Khegai 2205          | 1                |                   |                   | Khamrakulova 2055       | ½                    | 2½   |
| 4                                  | Jugoszlávia                        | Marić 2460               | 1                  | Bojković 2405        | ½                |                   |                   | Vuksanović 2250         | 1                    | 2½   |
| 5                                  | Kína                               | Hszie Csün 2510          | ½                  |                      |                  | Csu Csen 2420     | 0                 | Wang Lei 2340           | ½                    | 1    |
| 6                                  | Románia                            | Foişor 2375              | 1                  | Peptan 2395          | 0                |                   |                   | Cosma 2270              | 1                    | 2    |
| 7                                  | Moldova                            | Susterman 2325           | ½                  |                      |                  | Sheremetieva 2270 | ½                 | Agababean 2210          | 1                    | 2    |
| 8                                  | Grúzia                             | Maia Csiburdanidze 2540  | 0                  | Nana Ioszeliani 2500 | 0                |                   |                   | Gurieli 2370            | 0                    | 0    |
| 9                                  | Indonézia                          | Sulistya 2195            | ½                  | Lumongdong 2125      | ½                |                   |                   | Wijayanti 2165          | 1                    | 2    |
| 10                                 | Lengyelország                      | Brustman 2370            | ½                  | Bobrowska 2325       | ½                | Dworakowska 2295  | 0                 |                         |                      | 1    |
| 11                                 | Litvánia                           | Baginskaitė 2280         | 1                  | Čiukšytė 2205        | 1                |                   |                   | Bandzienė 2175          | 1                    | 3    |
| 12                                 | Ukrajna                            | Gaponenko 2340           | 1                  | Sedina 2345          | ½                |                   |                   | Zhukova 2335            | 0                    | 1½   |
| 13                                 | Franciaország                      | Flear 2220               | ½                  | Gervais 2225         | 1                |                   |                   | Nicoara-Etchegaray 2160 | 1                    | 2½   |
| 14                                 | Oroszország                        | Galljamova-Ivanchuk 2475 | 1                  | Matveeva 2470        | ½                |                   |                   | Prudnikova 2385         | 0                    | 1½   |
| Szerzett pontszám (Játszmák száma) | Szerzett pontszám (Játszmák száma) | 10 (14)                  | 10 (14)            | 7 (12)               | 7 (12)           | 2 (5)             | 2 (5)             | 7 (11)                  | 7 (11)               |      |
| Teljesítményérték                  | Teljesítményérték                  | 2498                     | 2498               | 2345                 | 2345             | 2184              | 2184              | 2349                    | 2349                 |      |